# 기원전 26년

## 연호
- 전한(前漢) 하평(河平) 3년

## 기년
- 전한(前漢) 성제(成帝) 7년
- 신라(新羅) 혁거세 거서간(赫居世居西干) 32년
- 고구려(高句麗) 동명성왕(東明聖王) 12년

## 과학
- 음력 8월 그믐 을묘에 일식이 있었다.[1]

## 참고 문헌
- 김부식 (1145). 〈권제1 혁거세 거서간 條〉. 《삼국사기》.